# Мартинова Олександра Григорівна
Олександра Григорівна Мартинова (нар. 1931 — ?) — українська радянська діячка, секретар Ровенського обласного комітету КПУ.

## Життєпис
Освіта вища. Член КПРС.
На 1973—1978 роки — завідувачка відділу науки і навчальних закладів Ровенського обласного комітету КПУ.
У вересні 1978 — 2 листопада 1988 року — секретар Ровенського обласного комітету КПУ з питань ідеології.
З листопада 1988 року — на пенсії.

## Нагороди
- орден Трудового Червоного Прапора
- орден «Знак Пошани»
- ордени
- медалі